# Plourac'h
Plourac'h é uma comuna francesa na região administrativa da Bretanha, no departamento Côtes-d'Armor. Estende-se por uma área de 31,21 km². Em 2010 a comuna tinha 321 habitantes (densidade: 10,3 hab./km²).